# محمد بن سليمان الروداني
أبو عبيد الله شمس الدين محمد بن سليمان الروداني الفاسي المكي (1037-1094هـ / 1628-1683م) كان محدثا وعالم رياضيات وفلكي من مدينة تارودانت في المغرب.

## حياته
ولد الروداني ببلدة قرب مدينة تارودانت وهي من قرى سوس في المغرب. نشأ في البلدة بها حتى انتقل إلى عدة مناطق منها درعة في الجزائر حيث درس فيها، ثم عاد إلى مراكش لتعلم المنطق والحكمة ولكنه اتجه إلى علم الفلك.
زار الروداني الجزائر وذلك لتدارس بعض النظريات الفلكية المستعصية مع علماء الفلك هناك. وبعد انتهائه من المغرب الأوسط دخل مصر والشام والأستانة، ثم استمر برحلته إلى تهامة لأداء فريضة الحج فمكث ردحا من الزمن متنقلا بين مكة المكرمة والمدينة المنورة، حتى عرف باسم المكي. وكان للروداني بمكة المكرمة شأن إذ أنه قلد النظر في أمر الحرمين فبنى رباطا عند باب إبراهيم، وعرف برباط ابن سليمان، وبنى مقبرة بالمعلى عرفت بمقبرة ابن سليمان، وترك مكة بسبب فتنة إلى دمشق حيث قضى فيها آخر أيامه وبها دفن عام 1094هـ / 1683م.

## مواهبه

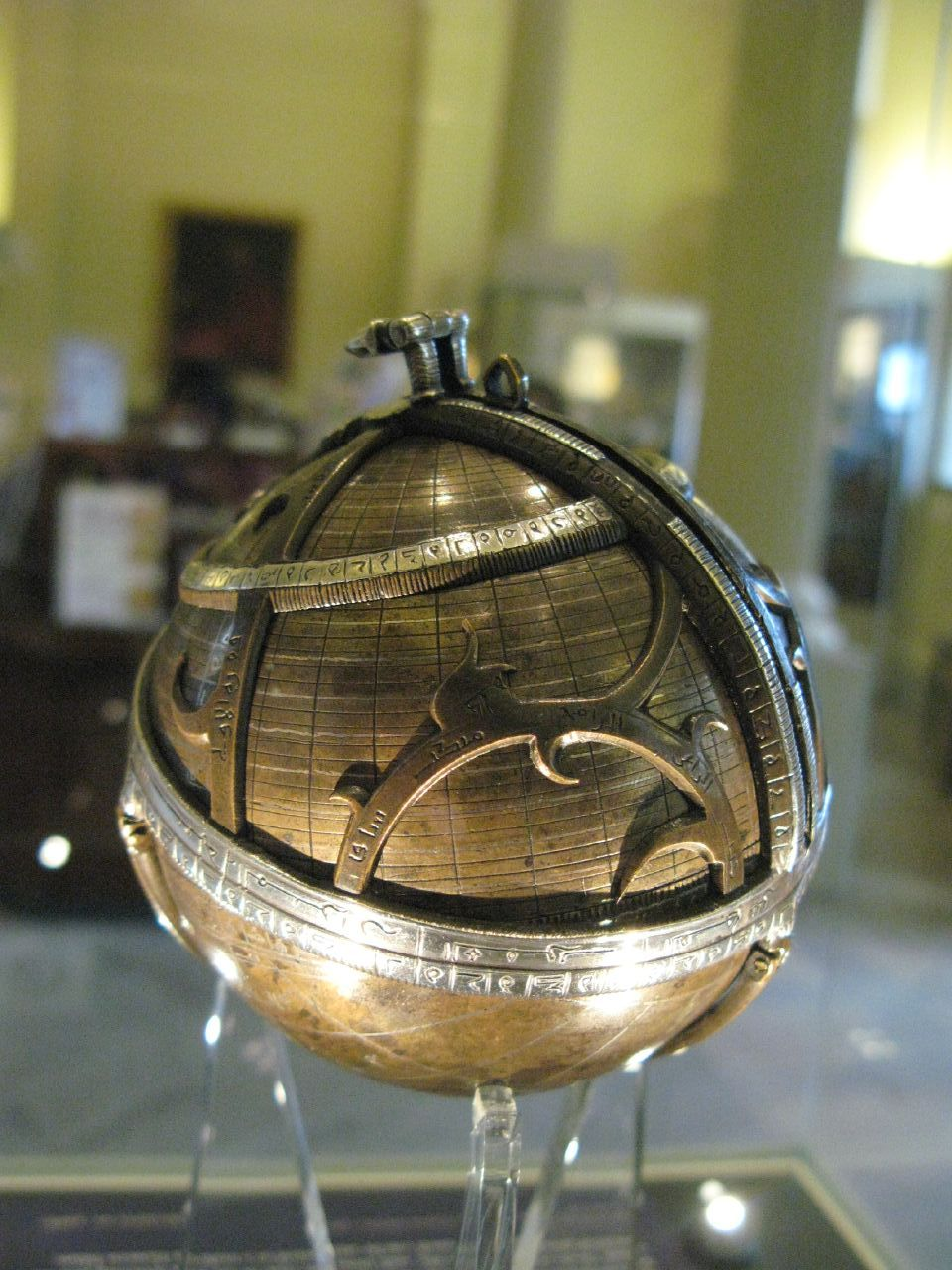
اسطرلاب كروي

كان للروداني مكانة مرموقة لمواهبه الجمة ونبوغه الفريد، فقد جمع بين العلوم الرياضية والشرعية وكان نتاج ذلك ابتداعه آلة الإسطرلاب الكروي وهي آلة توقيت سهلة التعامل لكون الأشياء فيها محسوسة الدوائر وتصلح لسائر البلدان على اختلاف عروضها واطوالها. و وقد اعتنى الروداني برصد الكواكب مما دفع به لمزاولة مهنة صنع آلات الرصد القائمة على المبادئ الميكانيكية.

### الإسطرلاب الكروي
هو عبارة عن كرة مستديرة الشكل، منعمة الصقل بالبياض المموه بدهن الكتان، يحسـبها الناظر بيضة من عسجد لإشراقها، مسطرة كلها دوائر ورسوما، وقد ركبت عليها كرة أخرى منقسمة نصفين، فيها تخاريم وتجاويف لدوائر البرج وغيرها، مستديرة كالتي تحتهـا، مصقولة مصبوغة بلون أخضر وهي تغني عن كل آلة في فن التوقيت والهيئة مع سهولتها وتكون الأشياء فيها محسوسة، والدوائر المتوهمة مشاهدة. وتصلح لسائر البلاد على اختلاف عروضها وأطوالها، قد كتب رسالة عن آلة التوقيت منظومة في علم الميقات وشرحها، يبين فيها كيفية صنعها استعمالها.

## كتبه
وصنف الروداني كتابا أسماه بهجة الطلاب في العمل بالأسطرلاب عن كيفية صنع الأسطرلاب الذي تميز بأسلوبه السهل، فانتشـر بيـن طلاب العلم في المعمورة. وكتاب تحفة أولي الألباب في العمل بالأسطرلاب الذي بقي طويلا يستعمل لقياس مواضع الكواكب وتحديد سيرها، وكذلك لمراقبة حالة الجو وشئون الملاحة. حيث صار من أهم المراجع للباحثين ليس فقط لمن يريد أن يعرف كيف يستخدم الأسطرلاب، ولكن أيضا لمن يريد أن يطلع على طريقة صناعة الأسطرلاب. كما ترك الروداني مؤلفات عن دراسة علوم اللغة والشريعة ففي علوم العربية صنف كتاب حاشية على التسهيل في النحو ، وكتاب مختصر تلخـيص المفتاح في المعاني وشرحه . كما صنف في العلوم الشرعية كتاب جمع الفوائد من جامع الأصول ومجمع الزوائد في الجمع بين الكتب الخمسة والموطأ ، وكتاب صلة الخلف بموصول السلف.